# Fronte Arabo di Liberazione Nazionale
Il Fronte di Liberazione Nazionale Arabo (in arabo جبهة التحرير الوطني العربية; abbreviato FALN) è stato un movimento d'opposizione saudita in esilio. Il FALN fu fondato al Cairo nel dicembre del 1962, dalla fusione del Movimento di Liberazione Nazionale e del Movimento dei Principi Liberi. Talal bin Abd al-Aziz divenne il segretario generale del FALN. Assieme alla fondazione dell'organizzazione, fu annunciata anche la formazione di un ufficio politico di quindici membri.
Il FLNA aveva una variegata composizione politica, dato che riuniva il già citato Movimento dei Principi Liberi (con base in Egitto e legato a Talal stesso), Nasseristi, Ba'athisti, l'Organizzazione dei Comunisti Sauditi con base a Beirut, e religiosi sciiti locali. Il FLNA fu fondato per rivaleggiare con l'Unione dei Popoli della Penisola Araba, un gruppo organizzato dal dissidente Nasser Al Saeed, il quale intendeva lottare militarmente contro il regime saudita attraverso lo Yemen. Anche se nel 1962 l'UPAP si unì al FALN, ne uscì poco dopo.
Il programma del FALN prevedeva un referendum per modificare il ruolo della monarchia, e per far approvare delle riforme costituzionali in senso democratico, come l'uguaglianza di genere, la riforma agraria, il non-allineamento nelle questioni internazionali e la revisione degli accordi economici sul petrolio. Il FALN manteneva una colonna regolare sul giornale di Beirut al-Kifah, chiamata "La Voce del Fronte". Le dichiarazioni del FALN a favore del rovesciamento della monarchia saudita erano, inoltre, diffuse sulle radio egiziane, siriane e yemenite.
Nell'agosto del 1963 il gruppo di Talal, alla ricerca di una riconciliazione con la casa reale saudita, ruppe con il resto delle organizzazioni-membro del FALN; il Fronte dopo questo si riorganizzò. Il FALN continuò ad esistere fino al 1974, quando fu rimpiazzato dal Partito Comunista in Arabia Saudita, nel 1975.